# ハジ (女優)
ハジ（Haji, 本名：Barbarella Catton、1946年1月24日 - 2013年8月9日）は、カナダの女優。

## 出演作品
- ダブルＤ・アベンジャー（ギリシャの女神・ハイドラ）
- 手首切断！悪魔のゾンビノイド
- アラブ女地獄／悪魔のハーレム
- スーパー・ヴィクセン
- ファスター・プシィキャット!キル!キル!
- モーター・サイコ